# Pacelli (Família)

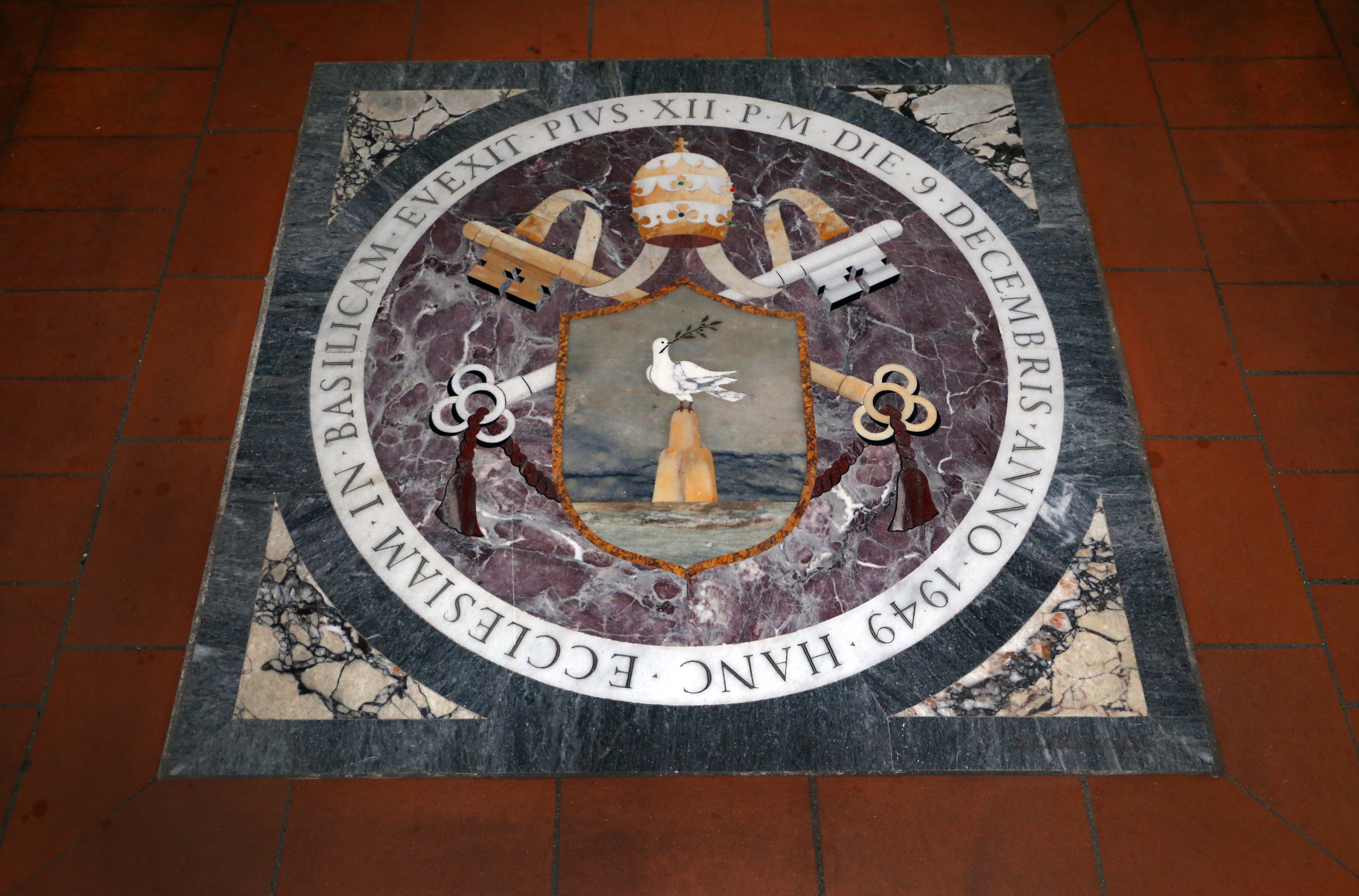
Brasão papal da Casa Pacelli na Basílica de San Francesco alla Rocca em Viterbo

Os Pacellis são uma família aristocrática, da antiga nobreza pontifícia, originária de Onano, um vilarejo na área de Viterbo, então em uma área de fronteira entre o Grão-Ducado da Toscana e os Estados Papais. Foram condecorados com títulos nobiliárquicos em 1853 e 1858, por vontade do Papa Pio IX .
Dedicados à profissão de advogado, tornaram-se Nobres de Acquapendente e Sant'Angelo in Vado, Marqueses e Nobres Romanos a partir de 1929, Príncipes (na pessoa de Carlo Pacelli, 1903-1970) com motu proprio assinado pelo Rei da Itália Vittorio Emanuele III em 23 de novembro de 1941.
Os atuais Pacelli descendem de Don Gaetano e Maria Antonia Caterini, que viveram entre os séculos XVIII e XIX . O prestígio da família cresceu quando o cardeal Eugenio Pacelli (1876-1958) ascendeu ao trono papal em 2 de março de 1939, com o nome de Pio XII .

## História

### Origens
Marcantonio I Pacelli (1804-1902), filho de Gaetano e Maria Antonia Caterini, nasceu em Onano, passou a adolescência nesta vila medieval até que seu primo, o cardeal Prospero Caterini, o convenceu a acompanhá-lo, em 1816, à Roma de Pio VII para deixá-lo seguir uma carreira eclesiástica. O jovem formou-se em direito canônico, mas preferiu abrir um negócio de advogado, então peculiar à família. Tornou-se advogado da Sacra Rota, o que lhe permitiu entrar nos círculos vaticanos . Foi ele quem lançou as bases para a afirmação social da família, exercendo importantes funções durante o pontificado de Pio IX que se seguiu em Gaeta, em 1848, juntamente com o filho Filippo. Depois de ter sido subsecretário de Estado para Assuntos Internos, após a unificação da Itália, foi um dos fundadores do Osservatore Romano, importante jornal da cidade do Vaticano.
Os Pacellis, portanto, ainda não tinham nenhum grau de nobreza, mas conseguiram estabelecer boas relações com a chamada nobreza negra, que permaneceu devotada ao Papa após a captura de Roma em 1870.

### Subida

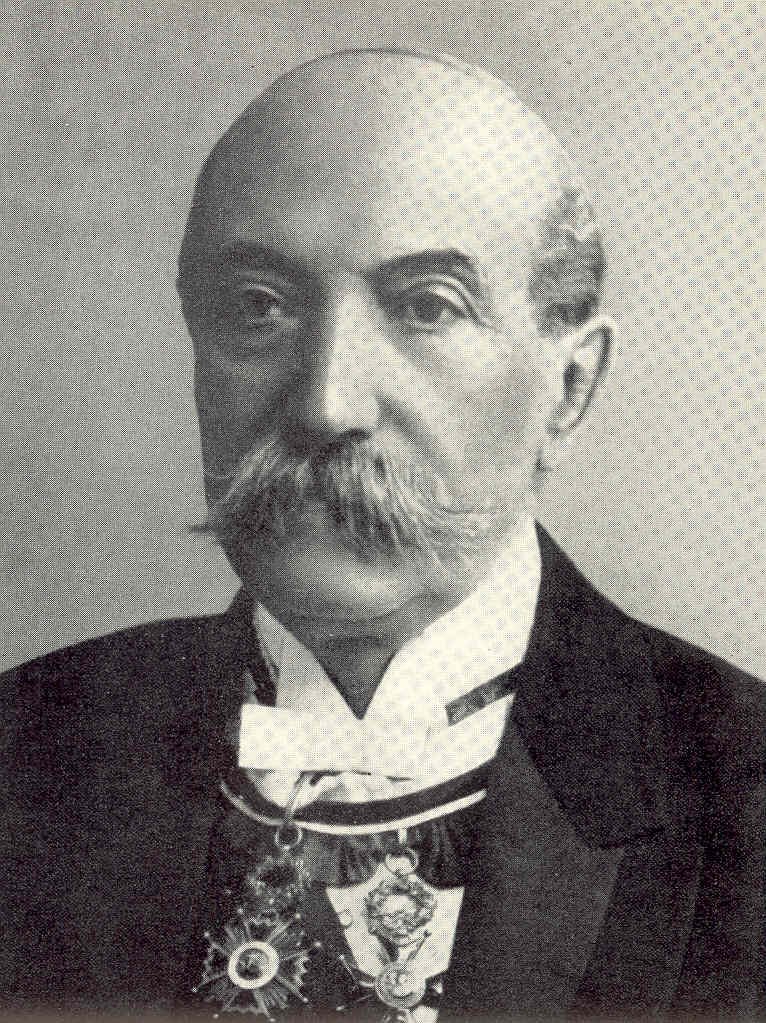
Filippo Pacelli (1837 – 1916), advogado e pai de Eugenio Pacelli (Pio XII)

O filho mais velho de Marcantonio, Filipe I (1837-1916), tornou-se decano dos profissionais forenses da Santa Sé. Consorte de Virginia Graziosi, teve com ela quatro filhos: Giuseppina, Francesco, Eugenio (futuro Papa Pio XII ) e Elisabetta. Para recompensar sua fidelidade e os serviços prestados durante sua fuga para Gaeta, Pio IX conferiu a ele e a seu pai os primeiros títulos nobiliárquicos (1853 e 1858) que os Pacellis ostentavam, com brasões relativos: Nobili di Acquapendente e de Sant'Angelo in Vado.
Francesco I (1874-1935), assumiu o papel de chefe da família. Casou-se com Luigia Filippini Lera que lhe deu Carlo, Giuseppe, Marcantonio e Giulio: os três primeiros herdaram juntos a nova nobreza, como aconteceu com seu tio Eugenio . Pio XI, pelos méritos demonstrados como autor jurídico e diplomático dos Pactos Lateranenses de 1929, conferiu-lhe o título hereditário de Marquês e Nobre Romano .

### Papa Pio XII

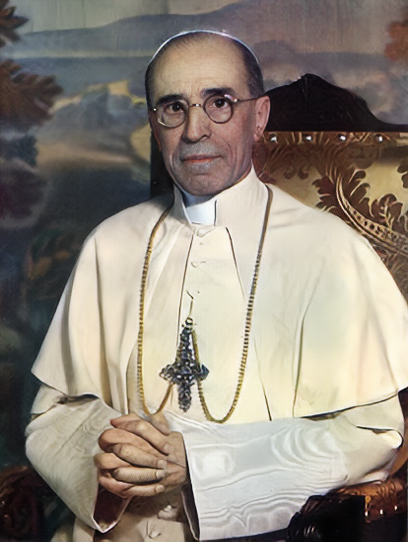
Papa Pio XII (Eugenio Pacelli) em uma fotografia de 1951

O status social dos Pacelli foi certamente otimizado com a prestigiosa carreira de jurisconsulto percorrida por seus principais expoentes, mas foi sobretudo a eclesiástica de Eugênio, terceiro filho de Filipe I, que o elevou muito alto. Em 16 de dezembro de 1929, Pio XI o nomeou cardeal e, em 1930, secretário de Estado, depois de ter exercido o cargo de núncio apostólico em Munique. Em 2 de março de 1939, subiu ao trono de São Pedro com o nome de Pio XII: reinou por dezenove anos, até 9 de outubro de 1958, e foi um dos papas mais significativos do século XX.

### Príncipes Pacelli e tempos recentes
O filho mais velho, Carlo (1903-1970), será o primeiro príncipe Pacelli desde 1941, por decisão do soberano da Itália, juntamente com sua esposa Marcella Benucci. Os irmãos cadetes Giuseppe e Marcantonio II dividirão o título de marquês . Ele foi sucedido no título principesco por seu sobrinho Francesco II (1939-2011), herdeiro de Marcantonio II e Gabriella Ricci Bartoloni: ele foi sucedido como atual chefe da casa pelo jovem Marcantonio III (nascido em 1992).
Já o irmão mais novo de Francesco II, Filippo II, casou-se com Maria Antonietta Campedelli e teve os seguintes filhos: Andrea (1969) e Ascanio (1973): ambos têm direito à ostentação dos títulos de Nobre Romano, de Acquapendente e de Sant'Angelo in Vado.

## Palácios e vilas

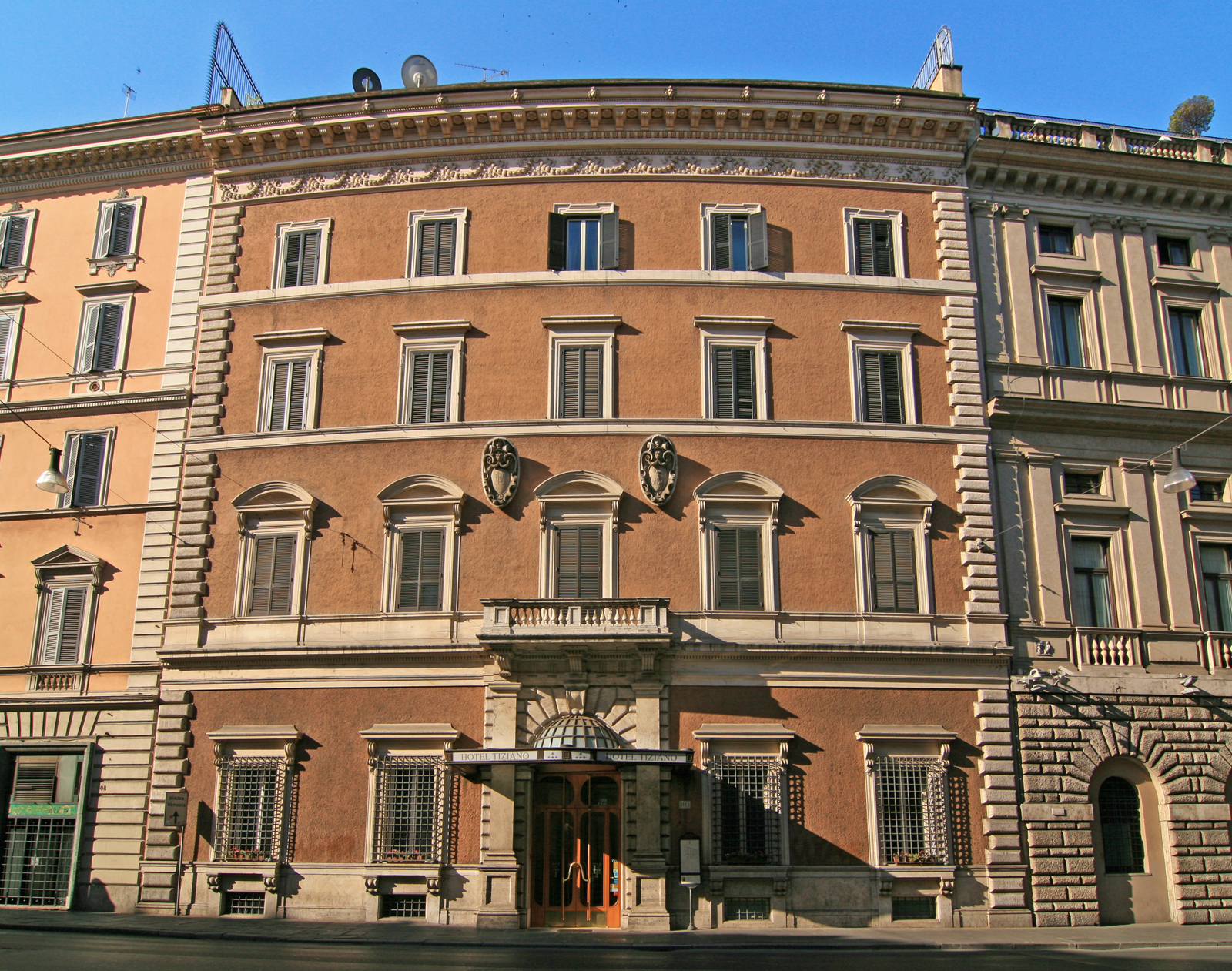
Palazzo Lavaggi Pacelli, Roma

A família viveu muitos anos no palácio Lavaggi Pacelli, em Roma, no corso Vittorio Emanuele II: construído em 1888 pelo arquiteto Gaetano Koch para o marquês siciliano Lavaggi que depois o vendeu aos Pacellis. Os brasões de pedra das duas famílias ainda se destacam junto à porta central do primeiro andar. Uma agradável residência de verão era a villa Pacelli, na via Aurelia 290, em estilo Art Nouveau, projetada em 1906 por Giulio Magni. O futuro Pio XII nasceu, ao contrário, no Palazzo Pediconi, no antigo bairro da Ponte, hoje Via degli Orsini, no coração de Roma.